# 塞茲基
50°44′52″N 32°22′51″E / 50.74778°N 32.38083°E
塞茲基（羅馬化：Sezky）是烏克蘭北部的村莊，隸屬切爾尼希夫州的普里盧基區。該村始建於1700年，面積0.97平方公里，海拔高度153米，2001年人口265，人口密度每平方公里272.4人。